# Dženan Radončić
Dženan Radončić (sinh ngày 2 tháng 8 năm 1983) là một cầu thủ bóng đá người Montenegro.

## Sự nghiệp câu lạc bộ
Dženan Radončić đã từng chơi cho Ventforet Kofu, Shimizu S-Pulse, Omiya Ardija và Oita Trinita.